# Gárdony
Gárdony est une ville du département de Fejér en Hongrie, peuplée d'environ 8 000 habitants. C'est la principale ville sur la côte sud du lac de Velence, petit lac s'étendant sur une bonne dizaine de kilomètres, à mi-chemin entre Budapest et le lac Balaton.